# Prawda i serce
Prawda i serce – szesnasty singel zespołu Lady Pank. Singel ten promował album studyjny Łowcy głów. Muzyka została skomponowana przez Jana Borysewicza, a autorem tekstu jest Jacek Skubikowski. Nagranie powstało w marcu 1998 roku. Do utworu nakręcono również teledysk w USA.

## Skład zespołu
- Jan Borysewicz – gitara solowa
- Janusz Panasewicz – śpiew
- Kuba Jabłoński – perkusja
- Krzysztof Kieliszkiewicz – bas
- Andrzej Łabędzki – gitara